# Guang

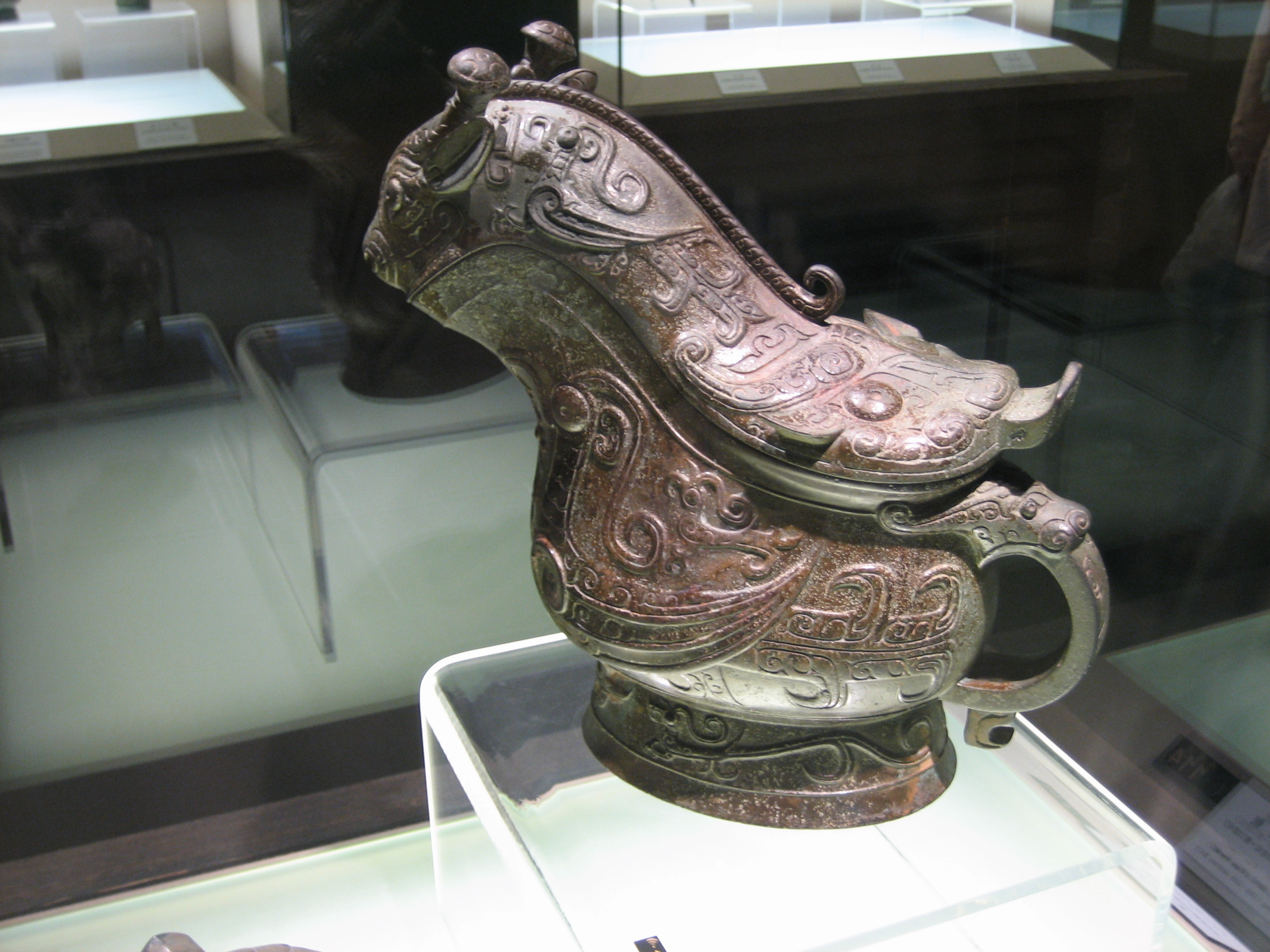
Guang de fines de la dinastía Shang, Museo de Shanghái

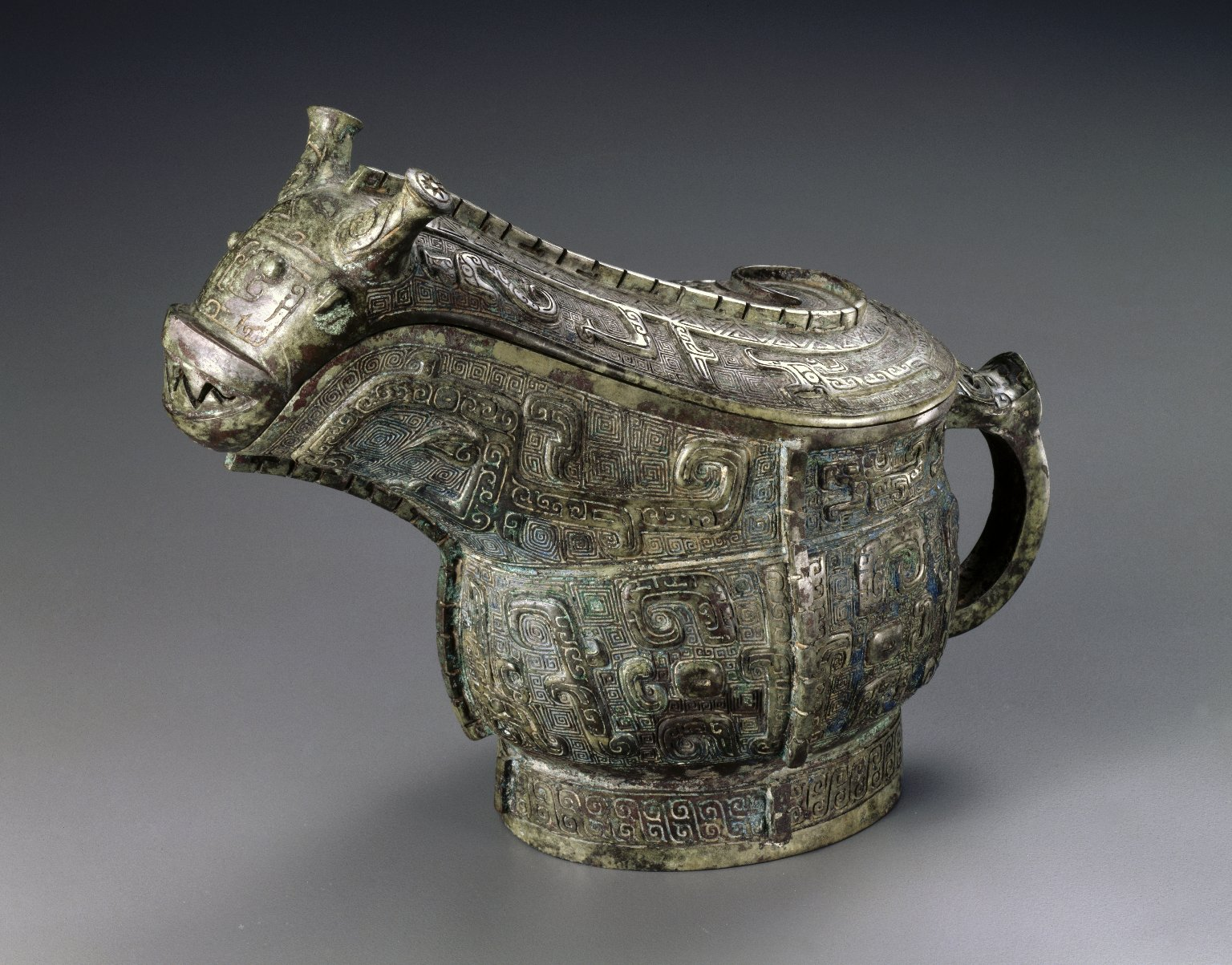
Guang, alrededor de 1700-1050 BC, bronce, 16x8.2x21.5 cm (6 x3 x8 in), en Brooklyn Museum

Un guang o gong es una forma particular utilizada en el arte chino para las vasijas, originalmente hecha como bronces rituales chinos en la dinastía Shang (c. 1600 - c. 1046 a. C.), y posteriormente como porcelana china. Son un tipo de jarra que se usaba para servir vino de arroz en banquetes rituales y, a menudo, se depositaba como ajuar funerario en entierros de alto nivel. Los ejemplos de la forma se pueden describir como jarras, vasijas de vino rituales, vertidores de vino y términos similares, aunque todos estos términos también se usan para otras formas, especialmente el trípode jue más pequeño y el zun más grande.
El guang tiene un solo pie grueso y un cuerpo hueco grueso que representa uno o más animales estilizados (algunos tienen una cabeza en ambos extremos). Los guangs tienen un mango vertical en un extremo y un pico en el otro, ambos zoomorfos, y a menudo estaban muy decorados con taotie. El mango del guang tiene a menudo la forma del cuello y la cabeza de un animal con cuernos estilizados, y el pico del recipiente tiene la forma de la cabeza de una criatura cuya boca constituye el extremo del pico. La espalda y la cabeza del animal en el extremo de vertido suelen tener una tapa extraíble que se levanta para verter.
Su principal período de uso fue durante las dinastías Shang y Zhou, desde alrededor de 1700 a 900 a. C. a partir de entonces, la forma se usó a veces con un espíritu revivalista. 

## Función y uso

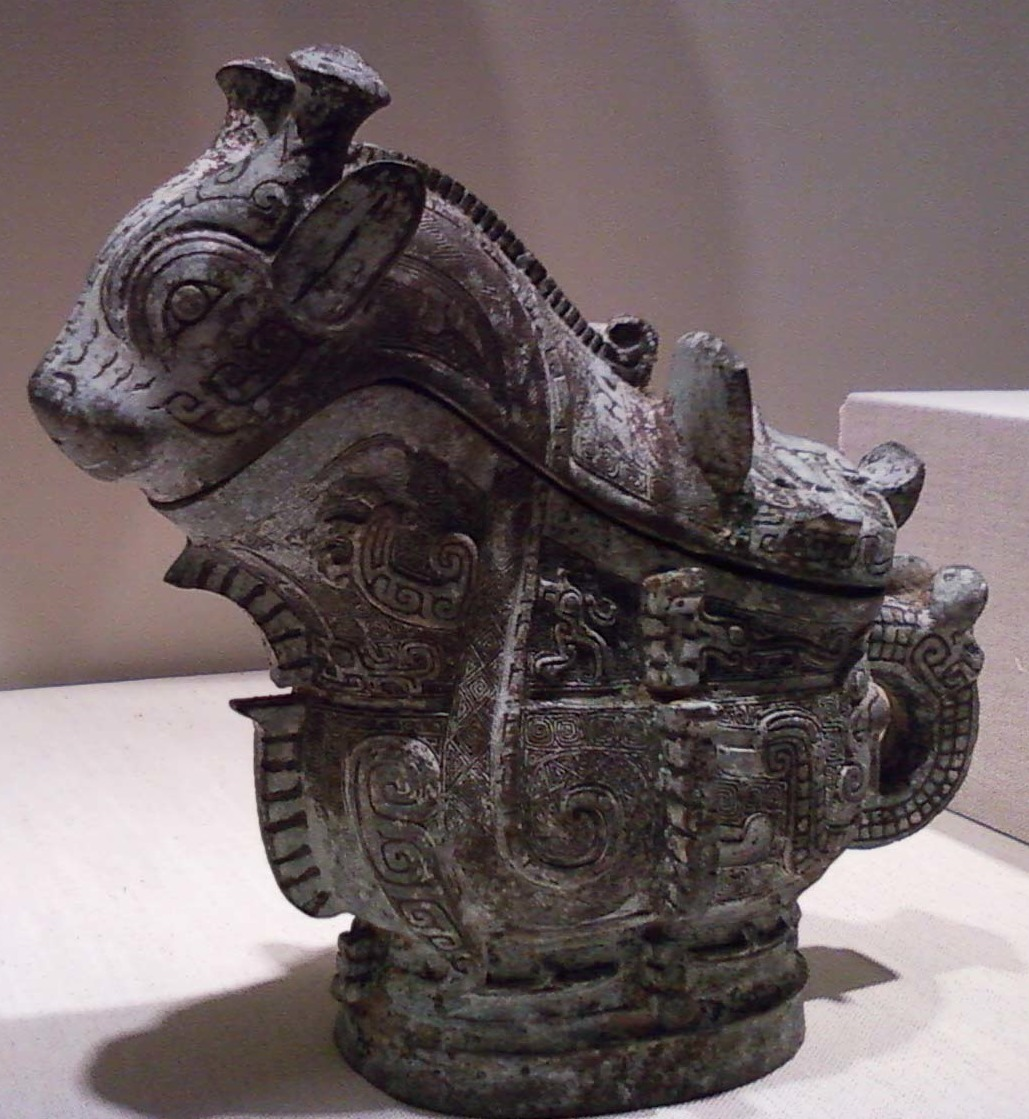
Servidor de vino ritual de la dinastía Shang (Guang), Museo de Arte de Indianápolis

Los recipientes rituales de bronce guang de la China temprana se usaban principalmente para albergar y servir vino durante los rituales de adoración a los antepasados en los que los vapores del vino debían ser consumidos por los espíritus difuntos y los contenidos físicos reales para ser disfrutados por los vivos. Este uso, para almacenamiento y servicio, se sugiere a través de la forma del recipiente. Por lo general, está sostenido por un pie de forma ovalada (más raramente sostenido por cuatro patas), mientras que el bronce en sí toma la forma de varios animales y criaturas fantásticas metamorfoseadas. Cada guang también tiene un cuello y una cabeza, que sirven como canal de vertido del vino. Una tapa acompaña al recipiente para completar el formulario. Según Robert Bagley, esta tapa es la principal idiosincrasia, o característica, del guang, ya que es donde a menudo tiene lugar el mayor relieve y decoración.

## Decoración
El guang se distingue por su tapa y asa zoomórficos, y su base de un pie. La figura del animal en la parte delantera de la tapa es a menudo un tigre o un dragón, mientras que el mango esculpido varía en decoración desde criaturas fantásticas como dragones hasta animales reales como carneros, elefantes y picos de pájaros. Algunas tapas de guang también representan animales, típicamente pájaros, en la parte trasera del recipiente mirando hacia el mango o en transición hacia él. Los animales se presentan rodeando la tapa o el asa.
La superficie de la vasija está decorada en relieve bajo a medio. Este relieve puede representar los cuerpos pertenecientes a criaturas representados en la tapa u otras figuras de animales completas. No es raro que un animal pase directamente a otro. Las secciones inferiores del guang también se dividen a menudo en registros y cuadrantes mediante bridas. Esta brida puede ser el divisor central de un taotie, un motivo de criatura similar a una máscara con cuernos curvos y dos cuerpos parecidos a un dragón que se extienden a sus lados. Otros adornos de superficie incluyen formas geométricas de fondo como la espiral cuadrada, lei-wen. Estas se usaron tanto para llenar el espacio vacío entre imágenes más representativas y, a veces, como detalles más pequeños en esas imágenes.

## Desarrollo histórico

### Dinastía Shang (c. 1600-1046 a.C.)
Véase también: Dinastía Shang
El guang, uno de los muchos tipos de vasijas de bronce rituales chinas, llega tarde al mundo de las vasijas de bronce y dura muy poco tiempo. El relato más antiguo de vasijas guang data de finales de la dinastía Shang, durante el período Anyang, que abarca desde c. 1300-1046 a. C. Estos recipientes eran distintos de otros objetos de guang en la historia china temprana debido a su decoración. En la dinastía Shang, el guang presentaba un tipo de ornamentación que no se había desarrollado completamente. En un guang de finales del siglo XII a principios del siglo XI, la decoración está ausente en el registro inferior, pero es más innovadora en el diseño de la tapa y los registros superiores.

### Dinastía Zhou Occidental (c. 1045-771 a.C.)
Véase también: Dinastía Zhou Occidental
La dinastía Zhou Occidental es el período final en el que se sabe que se fabricaron vasijas guang, debido en gran parte a la Revolución Ritual que se produjo a finales de la dinastía Zhou Occidental, lo que finalmente redujo la cantidad de vasijas de vino que se fabricaban. Antes de esta desaparición, el guang vio cambios en la forma, como el reemplazo del pie ovular por cuatro patas. La decoración también se vuelve más refinada, pero sigue utilizando imágenes animales y fantásticas.

## Inscripciones
Desde finales de Shang hasta principios de la dinastía Zhou, el número de caracteres por inscripción aumentó en estas vasijas de bronce. Estas inscripciones registraban eventos muy importantes (como sacrificios), obsequios de un rey a sus funcionarios, elogios a los antepasados, registros de compraventa de tierras y matrimonios políticos para fortalecer las relaciones entre familias.